# Carcharodus orientalis
Carcharodus orientalis ist ein Schmetterling aus der Familie der Dickkopffalter (Hesperiidae).

## Merkmale
Die Vorderflügellänge beträgt 14 bis 15 Millimeter. Die Oberseite ist grau bis braun mit etwas gelblichen Ton gefärbt. Die Vorderflügel sind identisch mit den vom Heilziest-Dickkopffalter (Carcharodus flocciferus). Auf den Hinterflügeln befinden sich deutliche weiße Diskal- und Submarginalflecke. Die Unterseite der Vorderflügel ist grundsätzlich grau, die der Hinterflügel meist hellgrau mit verwaschenen hellen Flecken. Auf der Unterseite der Vorderflügel ist beim Männchen weiters ein kräftiger dunkler Haarwuchs zu sehen. Beide Geschlechter haben dieselben Flügelzeichnungen. Die Variation der Falter in der Größe, aber auch der Färbung der Oberseite der Flügel ist beträchtlich.

## Geographisches Vorkommen und Lebensraum
Carcharodus orientalis ist entlang der dalmatinischen Küste, Montenegro, ?Albanien, Mazedonien, Rumänien, Bulgarien und Griechenland, ostwärts in Kleinasien, Nordiran sowie in der Ukraine (Krim), Kaukasusgebiet bis nach Kasachstan und Turkmenistan verbreitet. Ein kleines isoliertes Vorkommen existiert in Nordungarn. Im Süden gibt es im Wadi Al Hisha (Jordanien) ein kleines Vorkommen, auch in Israel kommt die Art vor. Der Falter ist an trockenen, heißen, felsigen und blumenreichen Hängen, Schluchten, (Mager-)Wiesen und aufgegebenem Kulturland bis 1500 Meter zu finden.

## Lebensweise
Die Falter fliegen von April bis August in zwei oder drei Generationen. Die Eier werden an verschiedene Arten von Lippenblütler (Lamiaceae) (z. B. Zieste (Stachys) u. a.) abgelegt. Die Raupe überwintert wahrscheinlich im letzten Stadium.

## Systematik
Carcharodus orientalis wird derzeit in mindestens drei Unterarten unterteilt:
- Carcharodus orientalis orientalis, die Nominatunterart
- Carcharodus orientalis maccabaeus Hemming, 1925, Jordanien, Israel
- Carcharodus orientalis teberdinus Devyatkin, 1990, Südrussland[8].